# Mary Stewart (duchesse de Richmond)
Pour les articles homonymes, voir Mary Stewart (homonymie) et Stewart.
Mary Stuart (née Mary Villiers ; 1622-1685) est une duchesse britannique, de Richmond et de Lennox.

## Famille
Mary Stuart est la fille de George Villiers (1er duc de Buckingham).
Elle épouse James Stuart et ils ont deux enfants :
- Esmé Stewart (en) (1649-1660)
- Lady Mary Stewart, qui épouse Richard Butler (1651-1668)